# Johann Georg Seufferheld
Johann Georg Seufferheld (* 24. Juni 1813 in Frankfurt am Main; † 21. Januar 1874 ebenda) war ein deutscher Kaufmann und Politiker der Freien Stadt Frankfurt.

## Leben und Werk
Seufferheld war der Sohn von Marquard Georg Seufferheld. Er lebte als Kaufmann in Frankfurt. Von 1859 bis 1866 war er Mitglied des Gesetzgebenden Körpers und von 1860 bis 1866 der Ständigen Bürgerrepräsentation der Freien Stadt Frankfurt. Nach der Annexion der Freien Stadt Frankfurt durch Preußen gehörte er von 1868 bis 1874 der Stadtverordnetenversammlung von Frankfurt an.